# Маска (фільм, 1985)
«Маска» (англ. «Mask») — американський драматичний художній фільм 1985 року з Шер у головній ролі, знятий режисером Пітером Богдановичем на кіностудії «Universal Pictures».

## Сюжет
Роккі Денніс — шістнадцятирічний хлопець з рідкісною хворобою кісток, яка перетворила його обличчя в маску, чимось схожу на левову і вдвічі більшу за звичайне обличчя. До всього іншого, хвороба ця невиліковна. Але Роккі з тієї рідкісної породи людей, що не впадають у відчай у будь-якій ситуації. Роккі розумний, наділений добрим серцем, він не розлючений на світ, де при першому ж погляді, його очікує насмішка або огида. Він прекрасно вчиться і легко домагається дружби та поваги однокласників. Живе він з матір'ю-рокеркою Расті, яка зловживає наркотиками, а інші члени його родини — це брати-рокери з банди мотоциклістів.

## У ролях
- Шер — Флоренція «Расті» Денніс
- Сем Елліотт — Гар
- Ерік Штольц — Роккі Денніс
- Естель Гетті — Евелін
- Річард Дайсарт — Ебі
- Лора Дерн — Діана Адамс
- Міколе Міркуріо — Бебі
- Гаррі Кері мол. — Ред
- Денніс Берклі — Дозер
- Лоуренс Моносон — Бен
- Бен П'яцца — містер Сіммс
- Л. Крейг Кінг — Ерік
- Александра Пауерс — Ліза
- Келлі Джо Мінтер — Лоррі
- Джо Ангер — перший залицяльник
- Тодд Аллен — канадець
- Говард Хірдлер — Стікман
- Дженні Дімтер Бартон — секретар
- Стів Джеймс — молодий лікар
- Кеті Арден — доктор у лікарні
- Ендрю Робінсон — доктор Вінтон
- Іван Дж. Радо — доктор Рудинські
- Анна Хемілтон Фелан — леді з цуценям
- Вейн Грейс — торговець наркотиками
- Нік Кассаветіс — Ті Джей
- Лес Дудек — Бон
- Ребекка Вуд — Ангел
- Пейдж Метьюз — дівчина Стікмана
- Патріція Пелхам — дівчина канадця
- Гейл Рікеттс — дівчина Саншайна
- Стен Росс — п'яний байкер
- Скотт Віллардсен — студент
- Марша Ворфілд — класний керівник
- Еллісон Репп — Ненсі Лоуренс
- Девід Скотт Мілтон — вчитель історії
- Крід Бреттон — білетер
- Чарльз Тейлор — другий залицяльник
- Раммел Мор — на роликах
- Беррі Табб — Дьюї
- Норман Каплан — грає самого себе
- Мерілін Хемілтон — помічник містера Каплана
- Анна Теа — жіночій консультант
- Луї Волдон — кухар
- Тоні Соєр — місіс Адамс
- Лу Фелдер — містер Адамс
- Крістофер Райделл — старшокласник
- Бет Маккінліy — старшокласник
- Джилл Вайтло — Енн Марі
- Едді Пол — байкер
- Майкл Адамс — байкер
- Джефф Дженсен — байкер
- Джек Райт — байкер
- Дороті Хек
- Джо-Ель Сонньєр — Саншайн
- Роберт «Дакі» Карпентер — сліпий хлопчик (в титрах не вказаний)
- Джуна Хоббс — вожатий (в титрах не вказана)

## Знімальна група
- Режисер — Пітер Богданович
- Сценарист — Анна Х. Фелон
- Оператор — Ласло Ковач
- Композитор — Денніс Рікотта
- Художник — Норман Ньюберрі
- Продюсери — Ховард П. Олстон, С. Дж. Кеттлер, Джордж Морфоген, Мартін Старгер